# Timbres de Wallis et Futuna 2006
Cet article recense les timbres de Wallis et Futuna émis en 2006 par le Service des postes et télécommunications de l'archipel.

## Généralités
Les timbres portent la mention « RF Wallis et Futuna Postes 2006 » (pour République française / nom du pays émetteur / millésime). La valeur faciale est libellée en franc pacifique, abréviation : XPF.
Ils sont en usage sur le courrier au départ de cette collectivité d'outre-mer rattachée à la France. 

## Légende
Pour chaque timbre, le texte rapporte les informations suivantes :
- date d'émission, valeur faciale et description,
- formes de vente,
- artistes concepteurs et genèse du projet,
- manifestation premier jour,
- date de retrait, tirage et chiffres de vente,

ainsi que les informations utiles pour une émission donnée.

## Mars

### Drapeau monarchique du royaume de Alo
Le 29 mars, est émis un carnet de dix timbres autocollants de 85 XPF chacun. Ils portent le drapeau monarchique du royaume d'Alo, un des trois royaumes coutumiers de l'archipel.
Les timbres de 2,3 × 1,7 cm sont imprimés en offset.
Le carnet est retiré de la vente le 31 août 2007.

### L'Enfant des îles
Le 29 mars, est émis un timbre de 75 XPF intitulé L'Enfant des îles.
Le timbre est l'œuvre d'Évelyne Collet et est imprimé en offset en feuilles de dix timbres de format 3,6 × 2,6 cm.
Il est retiré de la vente le 31 août 2007.

## Avril

### Drapeau monarchique du royaume de Sigave
Le 18 avril, est émis un carnet de dix timbres autocollants de 65 XPF chacun. Ils portent le drapeau monarchique du royaume de Sigave, un des trois royaumes coutumiers de l'archipel.
Les timbres de 2,3 × 1,7 cm sont imprimés en offset.
Le carnet est retiré de la vente le 31 août 2007.

### Haka Mai
Le 18 avril, est émis un timbre de 190 XPF sur le Haka Mai.
Le timbre est dessiné par Aloi Pilioko, artiste résidant à Port-Vila, et S. Pinero, et est imprimé en feuille de dix en offset. Les dimensions sont de 2,6 × 3,6 cm.
Il est retiré de la vente le 31 août 2007.

## Mai

### 80eanniversairede la naissance de Jean Soane Michon
Le 31 mai, est émis un timbre artistique de 400 XPF pour le 80e anniversaire de l'artiste Jean Soane Michon (1926-1998). Le tableau choisi représente la descente du corps du Christ de la croix, lors de la Passion.
La peinture est reproduite sur un timbre de 3 × 4 cm imprimé en offset en feuille de dix exemplaires.
Il est retiré de la vente le 31 août 2007.

## Juin

### Coupe du monde de football 2006
Le 9 juin, premier jour de la compétition, est émis un timbre de 100 XPF annonçant la Coupe du monde de football de 2006, en Allemagne. L'illustration présente un joueur en maillot et short blanc et bas rouge dribblant devant le trophée.
Le timbre est dessiné par Jean-Richard Lisiak. De format 3 × 4 cm, il est imprimé en offset en feuille de dix unités aux marges illustrées.
Il est retiré de la vente le 31 août 2007.

### Drapeau monarchique du royaume d'Uvéa
Le 17 juin, est émis un carnet de dix timbres autocollants de 55 XPF chacun. Ils portent le drapeau monarchique du royaume d'Uvéa, un des trois royaumes coutumiers de l'archipel.
Les timbres sont imprimés en offset.
Le carnet est retiré de la vente le 31 août 2007.

### Mata vai et Mata tai
Le 17 juin, à l'occasion du Salon du timbre et de l'écrit à Paris, sont émis deux timbres de 140 XPF et 200 XPF sur, respectivement, Mata vai et Mata tai.
La peinture du 140 XPF est l'œuvre de Soane Takaniua et celle du 200 XPF de R. Hoatau Kulimoetoke. Les timbres de 3,6 × 2,6 cm sont imprimés en offset en feuille de dix exemplaires.
Il est retiré de la vente le 31 août 2007.

## Juillet

### Wallis et Futuna autrefois
Le 13 juillet, est émis un diptyque sur le thème Wallis et Futuna autrefois. Le timbre de 330 XPF est illustré d'une scène de danse de jeunes filles et le 380 XPF d'une représentation de l'aglise de Mua et de ses abords au XIXe siècle.
Les timbres sont gravés respectivement par Claude Jumelet et Jacky Larrivière pour une impression en taille-douce. Les timbres de 4,8 × 2,7 cm sont conditionnés à raison de cinq diptyques par feuille.

## Août

### Couleurs océaniennes
Le 5 août, à l'occasion de la Journée du timbre et collections, est émis un carnet de dix timbres de 150 XPF dont l'illustration est titrée Couleurs océaniennes.
Le timbre de 2,6 × 3,6 cm est dessiné par Soane Takaniuz et est imprimé en offset.

### 20 ans duTwin Otter
Le 7 août, est émis un timbre commémoratif de 30 XPF pour le 20e anniversaire de l'acquisition d'un avion DHC-6 ou Twin Otter pour assurer les liaisons aériennes entre l'île Wallis et l'île Futuna. L'appareil photographié au sol est géré par la compagnie Aircalin.
Le timbre de 4,8 × 2,7 cm est conçu par C. Secher pour une impression en offset en feuille de dix exemplaires.

## Septembre

### Rugby à 7 à Wallis
Le 9 septembre, est émis un timbre de 10 XPF pour promouvoir le rugby à sept. Le timbre légèrement illustré signale le nom des principales instances sportives concernées : le Comité territorial de rugby de Wallis et Futuna et la Fédération française de rugby.
Le timbre de 5,2 × 2,2 cm est imprimé en offset en feuille de dix unités.

### Sépulture Uhilamoafa
Le 12 septembre, est émis un timbre de 290 XPF représentant une sépulture Uhilamoafa.
Le timbre de 4 × 2,6 cm est signé A. Kulifata. Il est imprimé en offset en feuille de dix.

## Octobre

### Blason de monseigneur Joseph Félix Blanc 26.03.1872 - 08.06.1962
Le 5 octobre, est émis un timbre de 500 XPF reproduisant le blason de monseigneur Joseph Félix Blanc (26 mars 1872-8 août 1962), qui fut vicaire apostolique en Océanie.
Le timbre mesure 3 cm sur 4 et est imprimé en feuille de dix. La gravure est réalisée par Ève Luquet d'après une maquette fournie par l'évêché de Lano dont le siège se trouve à Mata-Utu, chef-lieu de Wallis et Futuna.

## Novembre
Les émissions de novembre coïncident avec le Salon philatélique d'automne à Paris.

### Tagaloa
Le 8 novembre, est émis un timbre de 150 XPF sur le dieu ancestral Tagaloa, dieu de la mer dans la mythologie de certains peuples d'Océanie.
Le timbre de 3 × 4 cm représente une œuvre de Rebecca Hoatau. Il est imprimé en offset en feuille de dix exemplaires dont la marge signale que l'organisation de l'exposition philatélique Kiwipex 2006, à Christchurch, en Nouvelle-Zélande.

### Les tapas de Wallis et Futuna
Le 8 novembre, est émis une bande de quatre timbres de 85 XPF sur les tapas, des étoffes fabriquées à partir d'écorce d'arbre. Deux des timbres reproduisent chacun un motif de tapas. Les deux autres sont illustrés de scènes de groupes illustrant des tapas ; les scènes sont titrées « Mako a Ono » (séance de sport) et « Tauasu a Leava » (avec des joueurs de musique).
Les timbres de 4,8 × 2,7 cm sont dessinés par Niuhina Simutoga (scènes) et Pasilia Tui (motifs). Ils sont gravés par Yves Beaujard (motif), Elsa Catelin (motif) et Jacky Larrivière (scènes). Imprimés en taille-douce, ils sont conditionnés en feuille de quatre bandes comprenant un exemplaire de ces quatre timbres.

### Crèche de Noël
Le 8 novembre, est émis un timbre de Noël de 225 XPF inclus dans un bloc illustré. La scène est celle d'une crèche de Noël dans une forêt.
Le bloc comprenant un timbre de 5,2 × 3,1 cm est dessiné par Gildas Pressensé et imprimé en offset.

### Sources
- La presse philatélique française, dont les pages nouveautés de L'Écho de la timbrologie et de Timbres magazine :
  - dont la liste des émissions retirées le 31 août 2007 reproduites dans leur numéro de novembre 2007 (L'Écho n°1812, page 21 et Timbres magazine n°84, page 16.
- le catalogue de vente par correspondance de La Poste de métropole.